# Якимчук, Вита Николаевна
Вита Николаевна Якимчук (укр. Віта Миколаївна Якимчук, род. 7 апреля 1980, Киев) — украинская лыжница, участница трёх Олимпийских игр и семи чемпионатов мира. Специализировалась в дистанционных гонках.

## Карьера
В Кубке мира Якимчук дебютировала в феврале 2000 года, в ноябре 2001 года первый раз попала в десятку лучших на этапе Кубка мира, в эстафете. Всего имеет на своём счету 2 попадания в десятку лучших на этапах Кубка мира, оба в эстафете, в личных гонках не поднималась выше 13-го места. Лучшим достижением Якимчук в общем итоговом зачёте Кубка мира является 70-е место в сезоне 2004-2005.
На Олимпиаде-2002 в Солт-Лейк-Сити, была 41-й в спринте и 44-й в масс-старте на 15 км.
На Олимпиаде-2006 в Турине, стартовала в четырёх гонках: спринт — 36-е место, скиатлон 7,5+7,5 км — 26-е место, масс-старт на 30 км — 22-е место, эстафета — 8-е место.
На Олимпиаде-2010 в Ванкувере, заняла 45-е место в скиатлоне 7,5+7,5 км.
За свою карьеру принимала участие в семи чемпионатах мира, лучший результат 11-е место в эстафете на чемпионате-2009 в чешском Либереце, в личных гонках не поднималась выше 25-го места.
Вита Якимчук завершила профессиональную спортивную карьеру по окончании сезона 2010/11.
Использовала лыжи производства фирмы Fischer, ботинки и крепления Salomon.